# Casten von Otter (ämbetsman)
Casten Fredrik von Otter, född 24 december 1866 i Karlskrona, död 12 oktober 1953 i Stockholm, var en svensk friherre och ämbetsman.
Casten von Otter var son till Fredrik von Otter. Han avlade mogenhetsexamen i Karlskrona 1885 och juris utriusque kandidatexamen i Uppsala 1891. Samma år blev han auskultant i Hovrätten över Skåne och Blekinge och utnämndes till vice häradshövding 1893. Von Otter blev amanuens i Finansdepartementet 1894, extraordinarie riddarhuskanslist 1895, notarie i Kammarkollegium 1897, tillförordnat kammarråd 1905 och kammarråd 1909. Han avgick ur sin tjänst 1933. 1900–1945 var han sekreterare i styrelsen för Nobelstiftelsen.